# Christoffer Robin & Nalle Puh
Christoffer Robin & Nalle Puh (engelska –  Christopher Robin) är en amerikansk fantasy-dramakomedifilm från 2018 i regi av Marc Forster, med manus av Alex Ross Perry, Tom McCarthy och Allison Schroeder. 

## Rollista
- Ewan McGregor − Christoffer Robin
  - Orton O'Brien − Christoffer Robin som barn[5]
- Hayley Atwell − Evelyn Robin
- Bronte Carmichael − Madeline Robin
  - Elsa Minell Solak − Madeline, 3 år
- Mark Gatiss − Giles Winslow Jr.
- Oliver Ford Davies − Old Man Winslow
- Ronke Adekoluejo − Katherine Dane
- Adrian Scarborough − Hal Gallsworthy
- Roger Ashton-Griffiths − Ralph Butterworth
- Ken Nwosu − Paul Hastings
- John Dagleish − Matthew Leadbetter
- Amanda Lawrence − Joan MacMillan
- Katy Carmichael − Christopher Robins mamma
- Tristan Sturrock − Christopher Robins pappa
- Paul Chahidi − Cecil Hungerford
- Matt Berry − Polisen Bobby
- Simon Farnaby − Taxichaufför
- Mackenzie Crook − Tidningsförsäljare

### Röster
- Jim Cummings − Nalle Puh och Tiger[6] [7] [8]
- Brad Garrett − I-or
- Nick Mohammed − Nasse
- Peter Capaldi − Kanin
- Sophie Okonedo − Kängu
- Sara Sheen − Ru[9]
- Toby Jones − Uggla

### Svenska röster
- Emil Almén − Christoffer Robin
  - Noel Eidhagen − Christoffer Robin som barn
- Sara Huss Kleimar − Evelyn Robin
- Valerie Tocca − Madeline Robin
- Roger Storm − Giles Winslow
- Jan Jönson − Nalle Puh
- Rolf Lydahl − Tiger
- Bengt Skogholt − Ior
- Michael Blomqvist − Nasse
- Daniel Goldmann − Kanin
- Per Svensson − Uggla
- Frank Thunfors − Ru
- Ayla Kabaca − Kängu
- Christian Fex − Berättare
- Anders Nyström − Old Man Winslow
- Calle Carlswärd − Ralph Butterworth

- Regissör, dialog & sång – Robin Rönnbäck
- Översättning, dialog – Lasse Karpmyr
- Översättning, sång – Lasse Karpmyr, Monica Forsberg
- Inspelningstekniker – David Schlein-Andersen
- Svensk version producerad av – Disney Character Voices International, Inc. i SDI Medias studior[10]

## Om filmen
Filmen är inspirerad av A.A. Milnes och E. H. Shepards bok Nalle Puh och är en live-action-film inom Disney-franchisen med samma namn. Filmen handlar om Christoffer Robin när han har vuxit upp och förlorat sin fantasikänsla, tills han återförenas med sin gamle tygbjörn och vän Nalle Puh.

### Mottagande i Kina
År 2018 förbjöd censurmyndigheterna i Kina visning av filmen på grund av att karaktären Nalle Puh satiriskt kommit att associeras med den kinesiske ledaren Xi Jinping.

### Utmärkelser
På Oscarsgalan 2019 nominerades filmen för Bästa specialeffekter men förlorade mot First Man.